# Lagunitas
Lagunitas es un ejido del municipio de San Luis Río Colorado ubicado en el noroeste del estado mexicano de Sonora, en la zona del desierto sonorense. Según los datos del Censo de Población y Vivienda realizado en 2010 por el Instituto Nacional de Estadística y Geografía (INEGI), Lagunitas tiene un total de 1019 habitantes.

## Geografía
Lagunitas se sitúa ecarnes n las coordenadas geográficas 32°19′18″ de latitud norte y 114°53′38″ de longitud oeste del meridiano de Greenwich, a una elevación de 21 metros sobre el nivel del mar.